# Йоган Ґуннар Андерссон
Йоган Гуннар Андерссон (швед. Johan Gunnar Andersson; 3 липня 1874, Нерке — 29 жовтня 1960, Стокгольм) — шведський геолог, археолог, палеонтолог, музейний працівник, полярний дослідник і китаєзнавець, професор, доктор наук (1901). Член Шведської королівської академії наук.

## Біографія
Син фермера. Після вивчення географії та геології в Упсальському університеті та досліджень у полярних регіонах обіймав посаду директора Національної геологічної служби Швеції.
Цікавився Силурійським періодом, що призвело його до досліджень фосфоритних порід у силурійській формації.
У 1898 році взяв участь у полярній експедиції Альфреда Натхорста на о. Шпіцберген. За рік з ініціативи Наторста очолив експедицію на о. Ведмежий для продовження геологічних досліджень, де провів першу комплексну геологічну зйомку острова.
Брав участь у Шведській антарктичній експедиції 1901—1903 років під керівництвом Отто Норденшельда та Карла Антона Ларсена на судні «Антарктик».
Вел роботи на Фолклендських островах і о. Ведмежий (Норвегія), де вперше запровадив термін соліфлюкція.
Піонер у вивченні доісторичного Китаю, за що отримав прізвисько «Кіна-Гуннар». Був першим, хто виявив свідчення неолітичної культури в Китаї і розпочав роботи у 1926 р. у печері Чжоукоудянь, що призвело до відкриття синантропа («пекінської людини»).
Після 11 років перебування у Китаї Андерссон повернувся до Швеції, де у 1925 році став професором геології. В 1926 році на основі колекції артефактів, привезених з Китаю, заснував у Стокгольмі Музей Східної Азії, директором якого був до 1938 року.
В 1929 році став професором східноазіатської археології] і заснував «Бюлетень Музею далекосхідних старожитностей», в якому часто публікувався сам. Його також називали «першим археологом Китаю».